# Reidun Seth
Reidun Seth (* 9. Juni 1966) ist eine ehemalige norwegische Fußballspielerin, die als Torwart agierte.

## Karriere

### Vereine
Reidun Seth spielte im Seniorinnenbereich zunächst in Schweden; in der Spielzeit 1991 für GAIS Göteborg, davor für Jitex BK und danach für Trollhättans IF und Nymark IL sowie 1995 für Öxabäck IF jeweils in der Damallsvenskan, der höchsten Spielklasse im schwedischen Frauenfußball.
Nach Norwegen gelangt, kam sie in der Eliteserien, der höchsten Spielklasse im norwegischen Frauenfußball, in der Spielzeit 1998 für IL Sandviken in elf Punktspielen zum Einsatz. Von 1999 bis 2010 gehörte sie Arna-Bjørnar an.

### Nationalmannschaft
Für die Nationalmannschaft bestritt Seth in einem Zeitraum von neun Jahren 71 Länderspiele. Ihr A-Länderspieldebüt gab sie am 1. März 1988 in Schumen beim 3:0-Sieg im Freundschaftsspiel gegen die Nationalmannschaft Bulgariens. Ihr zweites A-Länderspiel am 26. Mai 1988 in Nesbyen, bei der 0:2-Niederlage gegen die Nationalmannschaft Finnlands, war bereits das dritte Spiel der EM-Qualifikationsgruppe 1. Danach nahm sie mit der Mannschaft am FIFA-Frauen-Einladungsturnier 1988 in der Volksrepublik China teil und bestritt am 1. und 3. Juni 1988 die ersten beiden Spiele der Gruppe B. Am Ende des inoffiziellen Weltmeisterschaftsturniers ging ihre Mannschaft durch den 1:0-Finalsieg über die Nationalmannschaft Schwedens als Sieger hervor; im Finale wurde Torhüterin Hege Ludvigsen eingesetzt. Danach kam sie erst wieder in den letzten drei A-Länderspielen des Spieljahres 1989 zum Zuge, die allesamt gewonnen wurden. Das Freundschaftsspiel am 16. August gegen die Nationalmannschaft Dänemarks in Vejle (2:1) sowie die (ersten) beiden Spiele der EM-Qualifikationsgruppe 3 gegen die Nationalmannschaften Finnlands (1:0) und Belgiens (4:0) am 9. September in Varkaus und am 15. Oktober in Kongsvinger.
In den folgenden 55 A-Länderspielen nahm sie im März 1990 in Agia Napa auf Zypern am Turnier um den Open Nordic Cup, als Alternative der (seit 1982 nicht mehr ausgetragenen) Nordischen Meisterschaften, teil und bestritt alle drei Gruppenspiele. Im September und November bestritt sie die letzten zwei Spiele der EM-Qualifikationsgruppe 3 sowie die beiden Viertelfinalqualifikationsspiele gegen die Nationalmannschaft Ungarns. Mit dem wiederkehrenden Ablauf in den Länderspielkalendern ragte ihre Teilnahme am Premierenturnier um die Weltmeisterschaft 1991 und ihre drei EM-Turnierteilnahmen (1991, 1993 und 1995) heraus. Im WM-Turnier bestritt sie alle sechs Spiele, einschließlich des mit 1:2 verlorenen Finales gegen die US-amerikanische Nationalmannschaft, in den EM-Turnieren wurde sie in den Finalrunden insgesamt sechsmal berücksichtigt und gewann 1993 den Titel. Ihren letzten Einsatz als Spielerin für den NFF hatte sie am 6. Juli 1996 in Kolbotn mit dem fünften Spiel der EM-Qualifikationsgruppe 1 und dem 7:0-Sieg über die Nationalmannschaft Finnlands.

## Erfolge
Nationalmannschaft
- Finalist Weltmeisterschaft 1991
- Europameister 1993
- Finalist Europameisterschaft 1991, Halbfinalist 1995
- Sieger FIFA-Frauen-Einladungsturnier 1988 (inoffizielle Weltmeisterschaft)

Arna-Bjørnar
- Norwegischer Pokal-Finalist 2000, 2002